# Myrcia ochroides
Myrcia ochroides är en myrtenväxtart som beskrevs av Otto Karl Berg. Myrcia ochroides ingår i släktet Myrcia och familjen myrtenväxter. Inga underarter finns listade i Catalogue of Life.